# Ordre de symétrie

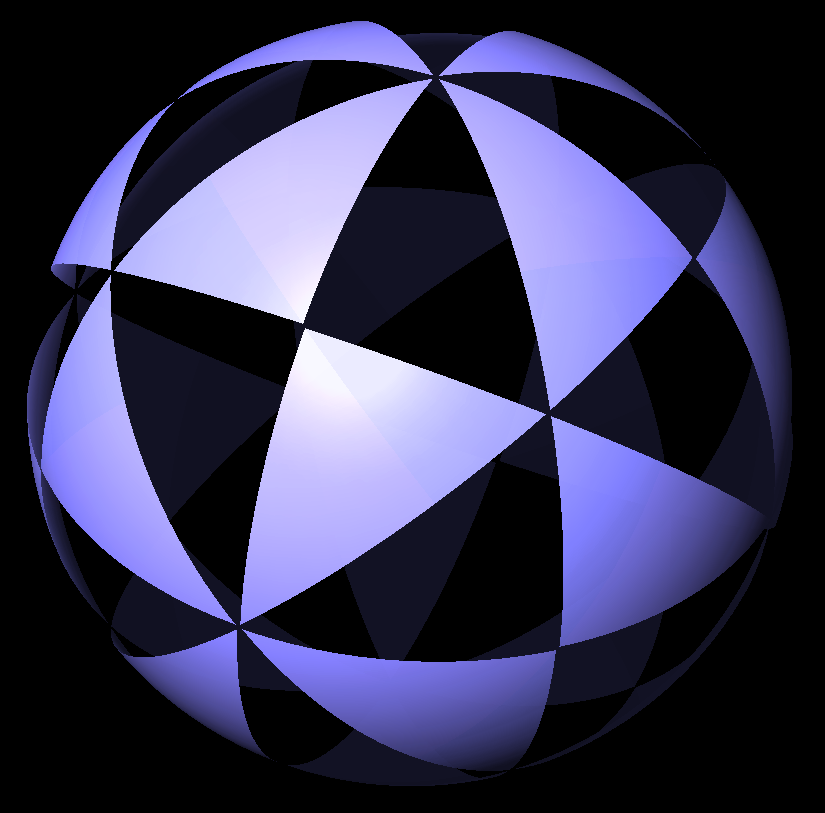
Une sphère colorée permet d'illustrer les 48 domaines fondamentaux de la symétrie octaédrique.

L'ordre de symétrie d'un objet est le nombre d'arrangements distincts pour lequel l'objet en question est globalement invariant. En d'autres termes, il s'agit de l'ordre de son groupe de symétrie. L'objet en question peut être une molécule, un réseau cristallin, un pavage et de manière plus générale, tout objet mathématique en N-dimensions.
En physique statistique, l'ordre de symétrie permet de compenser certains calculs faisant intervenir des configurations moléculaires géométriquement identiques. Dans ce sens, l'ordre de symétrique peut être vu comme facteur correcteur de la fonction de partition (qui parcourt les transformations géométriques sur la molécule). Par exemple, si l'on écrit la fonction de partition de l'éthane de manière à intégrer la rotation du méthyle, alors les symétries de rotation du groupe méthyle vont contribuer pour un facteur 3 à l'ordre de symétrie ; mais si l'on écrit la fonction de partition de manière que son intégrale inclut une seule rotation, alors la rotation du méthyle n'intervient plus dans l'ordre de symétrie.[pas clair].